# 西武有楽町線

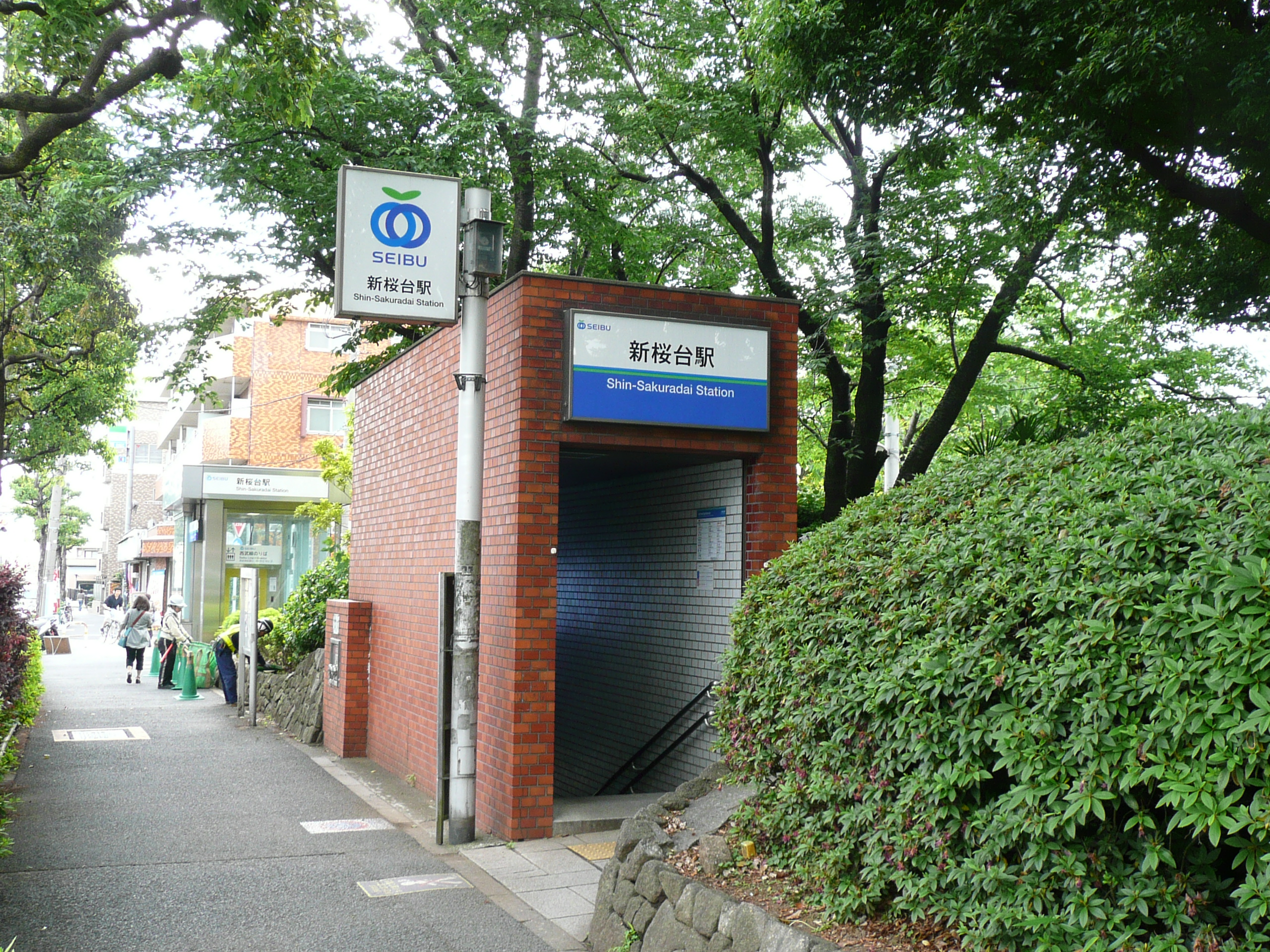
西武唯一の地下路線（新桜台駅）

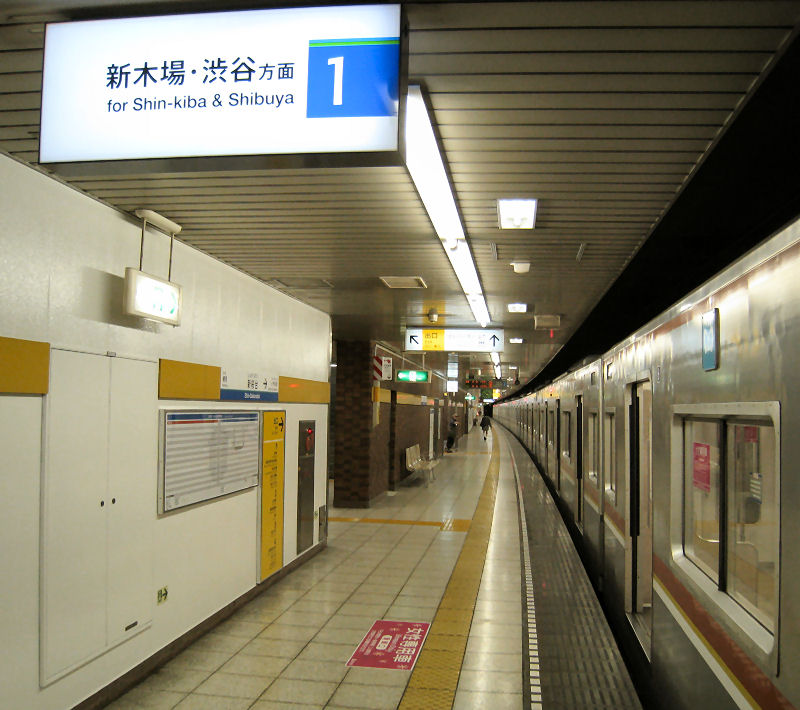
壁の黄色は地下鉄有楽町線のラインカラーに合わせていた開業当時の名残（新桜台駅）

西武有楽町線（せいぶゆうらくちょうせん）は、練馬駅と小竹向原駅とを結ぶ西武鉄道の鉄道路線である。路線名に「西武」を含む。駅ナンバリングで使われる路線記号はSI。全区間が東京都練馬区に所在する。西武鉄道池袋線と東京地下鉄（東京メトロ）有楽町線・副都心線を連絡する路線で、主に有楽町線・副都心線との直通列車が運行される。
旧都市交通審議会（現在の交通政策審議会）の答申第10号にある8号線の一部として整備された。路線名に「有楽町」とあるが、これは本路線と同じく都市交通審議会答申の8号線として整備され、直通運転を行う営団（現在の東京メトロ）有楽町線に由来するもので、本路線は有楽町を経由しない。また同路線との区別のため、頭に「西武」を冠した「西武有楽町線」が正式な路線名とされており、この「西武」については路線図などの案内表記でも省略されることはない（西武秩父線と同様の扱い）。
練馬駅構内を除く全区間が地下にあり、踏切が存在せず、また車内信号閉塞式 (ATC) を西武鉄道で唯一採用している。さらに、西武鉄道で唯一の全区間複線の路線でもある。起点は練馬駅であるが、列車運行上は小竹向原駅から練馬駅へ向かう列車が下り、逆方向が上りとなっている。

## 路線データ
- 路線距離（営業キロ）：2.6 km
- 軌間：1067 mm
- 駅数：3駅（起終点駅含む）
- 複線区間：全線
- 電化区間：全線（直流1500 V 架空電車線方式）
- 閉塞方式：車内信号閉塞式
- 最高速度：90 km/h[2]
- 建設主体：日本鉄道建設公団（現 独立行政法人 鉄道建設・運輸施設整備支援機構）
- 2020年度の混雑率：76%（新桜台駅→小竹向原駅 7:32-8:32）[3]

## 歴史
1970年5月22日に運輸審議会で認められると、同年5月25日に地方鉄道事業免許を取得し、1980年3月から建設工事を開始。当初の計画では、西武有楽町線練馬駅 - 小竹向原間の開業と営団地下鉄（当時）有楽町線営団成増（現・地下鉄成増） - 池袋間を同時に開業させ、西武池袋線と相互直通運転を開始する予定であった。
池袋線の高架建設に合わせてトンネルを建設し、環七通りの地下に沿って路線を伸ばすことで、用地交渉にかける時間や用地費を抑えるという目論見であったが、練馬付近での工事が遅れたため、小竹向原から当初設置計画のなかった新桜台までの区間を先行して開業させることになった。
1983年10月1日に開業した当初の営業区間が小竹向原 - 新桜台間であり、他の西武鉄道の路線と接続していなかったことから、帝都高速度交通営団（現・東京地下鉄）有楽町線の延伸区間のように扱われ、西武単独の駅でありながら、開業当初の新桜台駅構内のデザインや案内サインは営団仕様のもので統一した。
また、このときには西武鉄道が保有する車両を運行せずに、帝都高速度交通営団に保守費用などを支払い、営団7000系電車10両編成1本を借り受けて運行をしていた。この時点では保安装置も営団ATCを使用し、列車無線も誘導無線を使用した。新桜台駅の業務に関しては西武鉄道が直接行ったほか、乗務員も営団職員の乗り入れは行わず、自社乗務員を配備し小竹向原駅で交代した。
1983年の部分開業から1998年の池袋線直通までは、日中1時間4本のサイクルダイヤであった。最初の新桜台 - 小竹向原間の建設費用は247億円で、1 km あたり167億円と高額になった。

### 年表
- 1968年（昭和43年）9月5日：営団地下鉄と西武鉄道との間で列車の相互直通運転に関する覚書が交わされる。
  - この時点では1973年（昭和48年）の相互直通運転開始を予定し、有楽町線は向原（仮称） - 明石町（現・新富町駅）間・西武線は向原（仮称） - 清瀬駅間で直通運転することを計画した[8]。
- 1970年（昭和45年）5月25日：練馬 - 向原（仮称）間の地方鉄道敷設免許取得。
- 1980年（昭和55年）3月：建設工事に着手[4]。
- 1983年（昭和58年）10月1日：新桜台 - 小竹向原間(1.2km)開業[9]。小竹向原駅より帝都高速度交通営団（営団地下鉄）有楽町線との直通運転を開始する[7]。
  - この時点では、当路線は西武鉄道の他路線と接続しておらず、営団車両のみで運行[7]。
- 1994年（平成6年）12月7日：練馬 - 新桜台間(1.4km)、暫定的に下り線のみの単線で開業[10]（高架化工事遅れのため）。同日開業の営団有楽町線新線との直通運転を開始する。また池袋線と線路が接続され、自社車両（6000系）の使用を開始。
  - この時点では、営業列車は練馬駅折り返しとされ、池袋線との直通は行われなかった。
- 1998年（平成10年）3月26日：練馬駅高架化工事の完成により、練馬 - 新桜台間を複線化（全線複線化）、池袋線との直通運転を開始。
- 2004年（平成16年）4月1日：営団改組により、直通運転先が東京地下鉄（東京メトロ）となる。
- 2005年（平成17年）10月31日：乗り入れ先である池袋線及び東京メトロ有楽町線と合わせ、平日朝ラッシュ時間帯に女性専用車を導入。
- 2008年（平成20年）6月14日：東京メトロ副都心線との相互直通運転を開始。
- 2011年（平成23年）10月4日：8時54分ごろ、小竹向原駅でコンクリート落下による信号ケーブル切断が発生し、17時過ぎまで運休。
- 2013年（平成25年）3月16日：東京メトロ副都心線を介して東急東横線・横浜高速鉄道みなとみらい線との相互直通運転開始。路線図で使用するラインカラーを紫色から池袋線と同じ柿色に変更（一部広告等では池袋線と区別するために紫色が使われる場合がある）。「快速急行」を新設（西武有楽町線内は各駅に停車）。
- 2013年（平成25年）3月18日：平日における女性専用車の実施時間帯を拡大。
- 2020年（令和2年）3月14日：快速急行（Fライナー含む）の停車駅から新桜台駅が除外される。

## 運行形態
現在は本路線を経由して飯能駅 - 新木場駅間（東京メトロ有楽町線）ならびに飯能駅 - 元町・中華街駅間（副都心線・東急東横線・横浜高速鉄道みなとみらい線）で相互直通運転を行っており、もっぱら池袋線と東京メトロ線をつなぐ連絡線的な役割となっている。
線内のみ運転の列車は設定されておらず、全列車が池袋線石神井公園以西を始発・終着としている。また小竹向原駅が起終点となる列車は上下の初電・終電各1往復と平日ダイヤの朝下り小手指行き1本のみで、それ以外の列車は東京メトロ線と直通運転を実施している。
列車種別はS-TRAIN・快速急行（Fライナーを含む）・快速・準急・各駅停車があり、以下の区間に設定されているが、本路線内はS-TRAINと快速急行を除いた全列車が各駅に停車する。S-TRAINは、平日ダイヤに下り列車が練馬駅に停車するのみで、それ以外は練馬駅での保安装置切り替え（ATC⇔ATS）、小竹向原駅での保安装置切り替えと乗務員交代に伴う運転停車（客扱い無し）のみとなる。
朝の最小運転間隔は2分、日中は1時間あたり8本程度運転でこのうち2本（おおむね30分おき）が快速急行、1本（下りのみ）が準急である。
- S-TRAIN
  - 平日：小手指駅（終着のみ）・所沢駅（始発のみ） - 豊洲駅間
  - 土曜/休日：西武秩父駅・飯能駅・所沢駅（終着のみ） - 元町・中華街駅間
- 快速急行（日中運転）
  - 小手指駅 - 元町・中華街駅間

一部飯能駅・所沢駅発着、新木場駅始発がある。
- 快速（朝夕運転）
  - 飯能駅・小手指駅 - 元町・中華街駅間
  - 飯能駅・小手指駅 - 新木場駅間

一部所沢駅（臨時のみ西武球場前駅）終着がある。
- 準急（終日運転）
  - 飯能駅・小手指駅 - 元町・中華街駅間（朝夕のみ）
  - 石神井公園駅 - 元町・中華街駅間（日中のみ）
  - 飯能駅（終着・朝夕のみ）・小手指駅 - 新木場駅間

一部所沢駅発着、保谷駅・清瀬駅終着がある。
- 各駅停車（終日運転）
  - 石神井公園駅 - 元町・中華街駅間
  - 小手指駅・清瀬駅・保谷駅 - 新木場駅間

このほか飯能駅・所沢駅・小竹向原駅・武蔵小杉駅・元住吉駅・菊名駅・横浜駅（臨時のみ西武球場前駅）発着がある。

快速急行・快速・準急の全列車と一部の東京メトロ副都心線直通の各駅停車については小竹向原駅で種別変更を行う。

副都心線を中心とした運行路線図

| 種別＼駅名             | 池袋線方面 直通先 | 練馬            | …               | 小竹向原        | 有楽町線・副都心線方面 直通先 | 備考                                                                    |
| ---------------------- | ----------------- | --------------- | --------------- | --------------- | ----------------------------- | ----------------------------------------------------------------------- |
| （Fライナー） 快速急行 | 小手指…           | 2本             | 2本             | 2本             | …元町・中華街                 | 副都心線内 （Fライナー）急行 東横線・みなとみらい線内 （Fライナー）特急 |
| 準急                   | 石神井公園←       | 下りのみ1本     | 下りのみ1本     | 下りのみ1本     | ←元町・中華街                 | 副都心線・東横線・みなとみらい線内 各停                                 |
| 各停                   | 石神井公園…       | 下り1本 上り2本 | 下り1本 上り2本 | 下り1本 上り2本 | …元町・中華街                 | 副都心線・東横線・みなとみらい線内 各停                                 |
| 各停                   | 保谷…             | 2本             | 2本             | 2本             | …新木場                       | 有楽町線内 各停                                                         |
| 各停                   | 小手指…           | 2本             | 2本             | 2本             | …新木場                       | 有楽町線内 各停                                                         |

### 西武ドームへの観客輸送
西武ドームでの野球開催時に限り、新木場・渋谷方面からの西武球場前行が運行される。池袋線との直通運転を開始した1998年シーズンから東京メトロ有楽町線直通、2008年6月14日から副都心線直通が設定され、新木場・渋谷発の西武球場前行が運転されるようになった。2013年3月16日以降は、元町・中華街発の西武球場前行きが設定され、横浜方面からの西武ドームアクセスが改善した。
以下の記述は2025年3月15日改正のダイヤに基づく。
- 行き（西武球場前行き）の列車
新木場発（平日・土休日両ナイトゲーム開催日のみ）は所沢行きの各停を延長する形で1本、元町・中華街発は快速所沢行き（ナイトゲーム開催日またはコンサート開催日）の延長、快速急行小手指行き（土曜・休日のデーゲーム開催日）の運転変更により、西武線内は快速として1本運転される[11]。新木場発は平日・土休日ともに東京メトロ車両、元町・中華街発は平日は自社車両、土休日はデーゲーム・ナイターゲーム両開催とも東京メトロ車両で運転。
- 帰り（西武球場前発）の列車
新木場行き（平日ナイトゲーム開催日のみ）は夕方時に当駅終着の折り返し1本、元町・中華街行き（平日ナイトゲーム、土曜・休日デーゲーム開催日のみ）は平日は保谷始発の各停、土曜・休日は清瀬始発の各停を延長する形でそれぞれ1本設定されている。新木場行きは東京メトロの車両の10両編成、元町・中華街行きは東急電鉄または横浜高速鉄道の車両の8両編成である。

使用車両は後節を参照。このうち自社の6000系で運転される場合は先頭車の前面にヘッドマークが装着されていることもある（40000系では不明）。このヘッドマークは埼玉西武ライオンズの球団ロゴマークのヘッドマークの使用が多いが、場合によっては埼玉西武ライオンズのチーム応援キャンペーンや埼玉西武ライオンズの人気選手の応援企画の特製ヘッドマークを掲出して運転されることもある。さらに、プロ野球オープン戦やパ・リーグ公式戦開幕・オールスターゲーム・プレーオフ・日本シリーズといった試合の開催時には、開催記念の特製ヘッドマークを掲出して運転されることもある。
1998年の運行開始当初は夏休みやゴールデンウィークなどの限られた期間中の野球開催日に新木場発の清瀬行を延長する形で下り2本だけの運転であったが、2001年頃のダイヤ改正から西武線の野球開催時の増発ダイヤに組み込まれ、西武ドームでの公式戦全試合やオープン戦などの野球開催時に上下数本が運行されるようになった。
なお、車両運用上の都合や折り返し時間の関係等により、本来のダイヤ上では東京メトロの車両で運転される列車を西武の車両（6000系および40000系）に車種変更して運行することがある。例として事前に小手指駅（車種変更を行う折り返し駅）で東京メトロの車両から西武の車両（6000系および40000系）に車両交換を行い、本来の東京メトロの車両は小手指の車庫に入る（車種変更を行う折り返し駅によっては小手指または武蔵丘の車庫まで回送される）。車両交換後の西武の車両は所定の新木場行（または元町・中華街行）として運行、折り返し西武球場前行（延長運転による行先変更。この例では本来の所沢行からの変更）となり、同駅到着後に西所沢経由で小手指（または武蔵丘の車庫）へ回送し、入れ替わりに本来の新木場行（または元町・中華街行）用に事前に車両交換した東京メトロの車両を所沢駅（本来の車両運用での折り返し駅）まで回送し、本来の運用に戻して運行する。
1999年シーズンのオールスターゲーム開催時には、当時西武ライオンズに所属していた松坂大輔（1本目）と松井稼頭央（2本目）の特製ヘッドマークが掲出された新木場発の西武球場前行が西武線内急行として2本運転された（地下鉄線内は各駅停車、西武線内は新桜台、練馬、石神井公園、以後池袋線急行停車駅と同一）。
2018年9月20日・21日には、千葉マリンスタジアムでの千葉ロッテマリーンズ対埼玉西武ライオンズの試合に合わせ、所沢発西武有楽町線・東京メトロ有楽町線経由のS-TRAIN104号・106号豊洲行が、マリンスタジアム最寄駅の海浜幕張駅まで直通するJR京葉線との連絡駅の新木場駅まで延長運転された。
同様に西武ドームでのコンサートや主要イベントの開催時にも新木場発や元町・中華街発の西武球場前行が運転されることがある。
2013年の東急東横線直通運転以降の西武球場前行直通運転は平日のナイター開催日は2025年3月15日ダイヤ改正以降変更はないが、土休日はデーゲーム開催時とナイター開催日またはコンサート開催時はFライナー快速急行小手指行を快速西武球場前行に変更し、ひばりヶ丘始発の快速急行小手指行に接続するダイヤを組んでいた。デーゲーム開催時は2020年ダイヤ改正まで2本設定され、1本目は東京メトロの車両、2本目は東急電鉄の車両の10両編成で運転された事があったが、2021年のダイヤ改正以降は1本のみとなっている。

### 輸送障害時の全線運休措置
線内に折り返し設備がないこともあり、本路線以外にも池袋線・東京メトロ有楽町線・副都心線・東武東上線・東急東横線・みなとみらい線で事故・各種トラブルなどによるダイヤ乱れが発生し、池袋線と東京メトロ線の直通運転が中止された場合、本路線は全線運休となる。
本路線が乗り入れ用連絡線であるとはいえ、運行回復のために一路線がまるごと運休することは日本の鉄道路線ではまれである。この場合は本路線唯一の途中駅である新桜台駅には長時間列車が来ないことになり、同駅の利用者は池袋線江古田駅（約0.6km）・桜台駅（約0.7km）あるいは小竹向原駅（約1.1km）・東京メトロ線氷川台駅（約0.9km）を利用することになる。

## 使用車両
当線の保安装置の関係上、地下鉄乗り入れ対応車以外の車両の運転ができない。また、有楽町線直通列車は10両編成のみ充当される。

### 自社車両

#### 現用車両
- 40000系 - すべて10両編成。東京メトロ有楽町線（新木場方面）・副都心線（渋谷方面）いずれの直通列車にも使用。
- 6000系 - すべて10両編成。東京メトロ有楽町線（新木場方面）・副都心線（渋谷方面）いずれの直通列車にも使用。全25編成のうち、地下鉄対応車（2024年4月1日以降は9編成）のみが使用される。

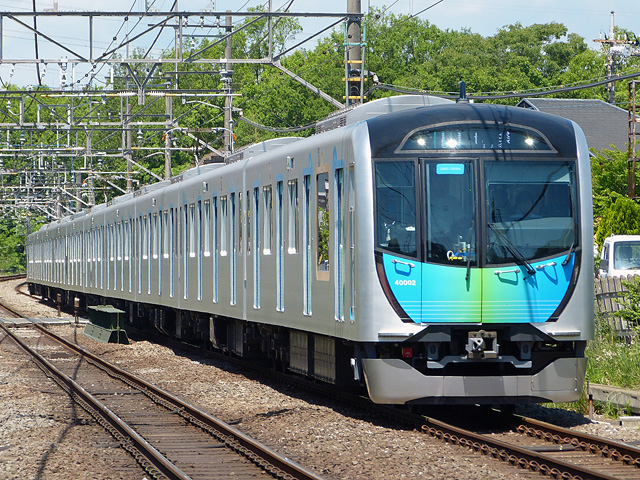
40000系
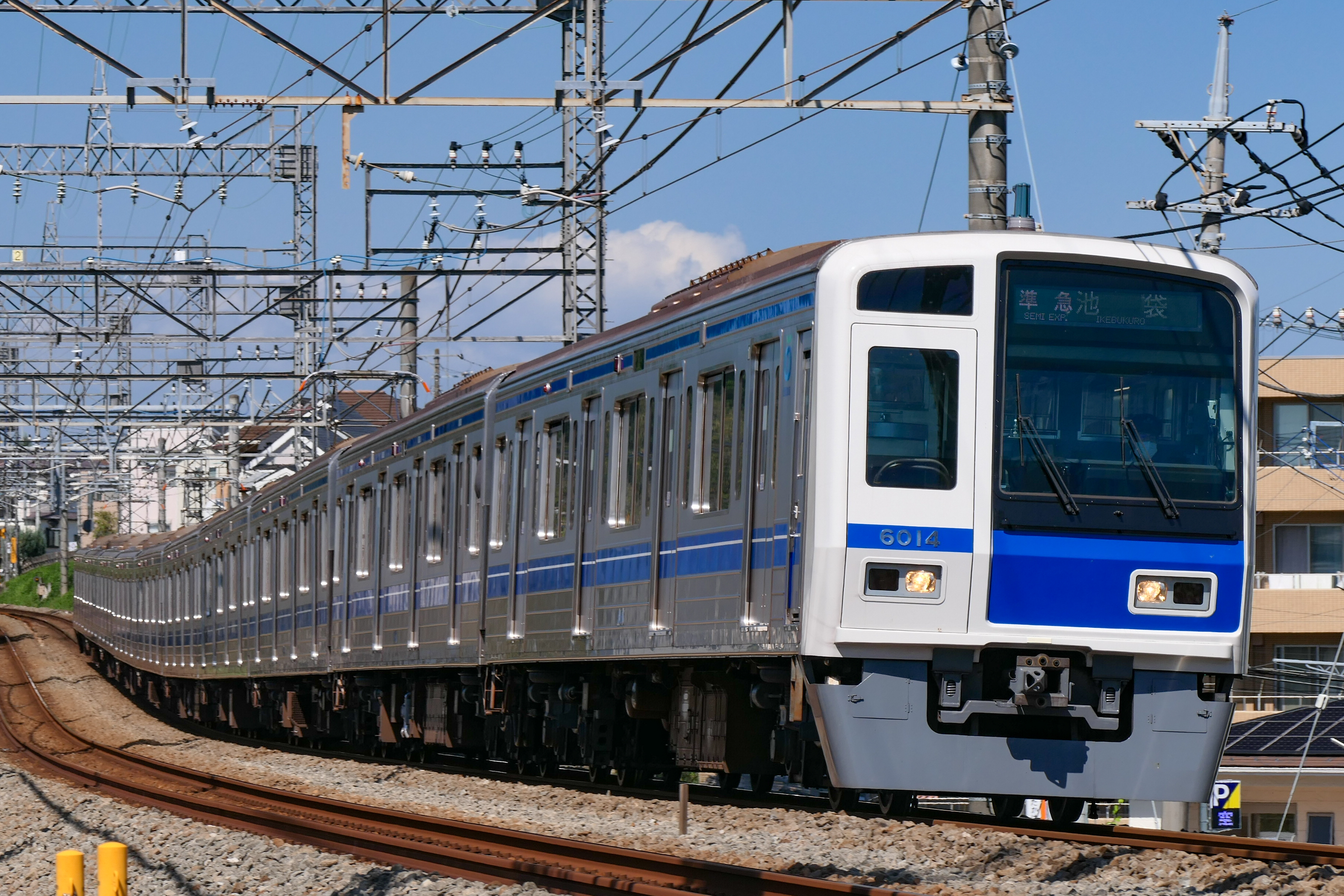
6000系

### 乗り入れ車両

#### 現在の乗り入れ車両
東京地下鉄（東京メトロ）
- 17000系 - 10両編成と8両編成が存在。
- 10000系 - すべて10両編成。第5編成までは8両化に対応（実績あり）。

東急電鉄・横浜高速鉄道
- 5000系・5050系・Y500系 - すべて8両編成。
- 5050系4000番台 - すべて10両編成。8両化に対応（実績あり）。東京メトロ有楽町線（新木場方面）直通列車には通常使用されない[14]。

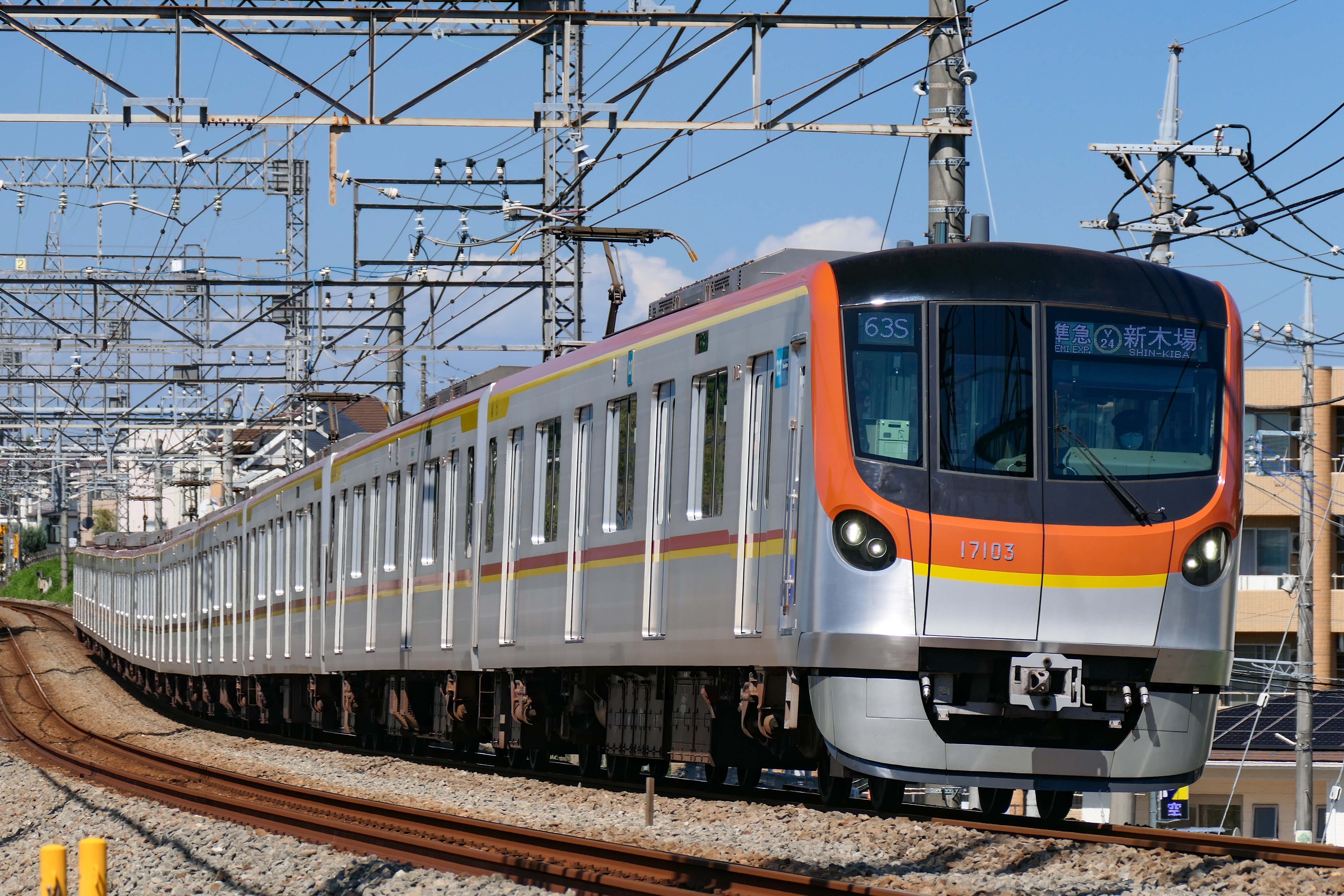
東京地下鉄17000系
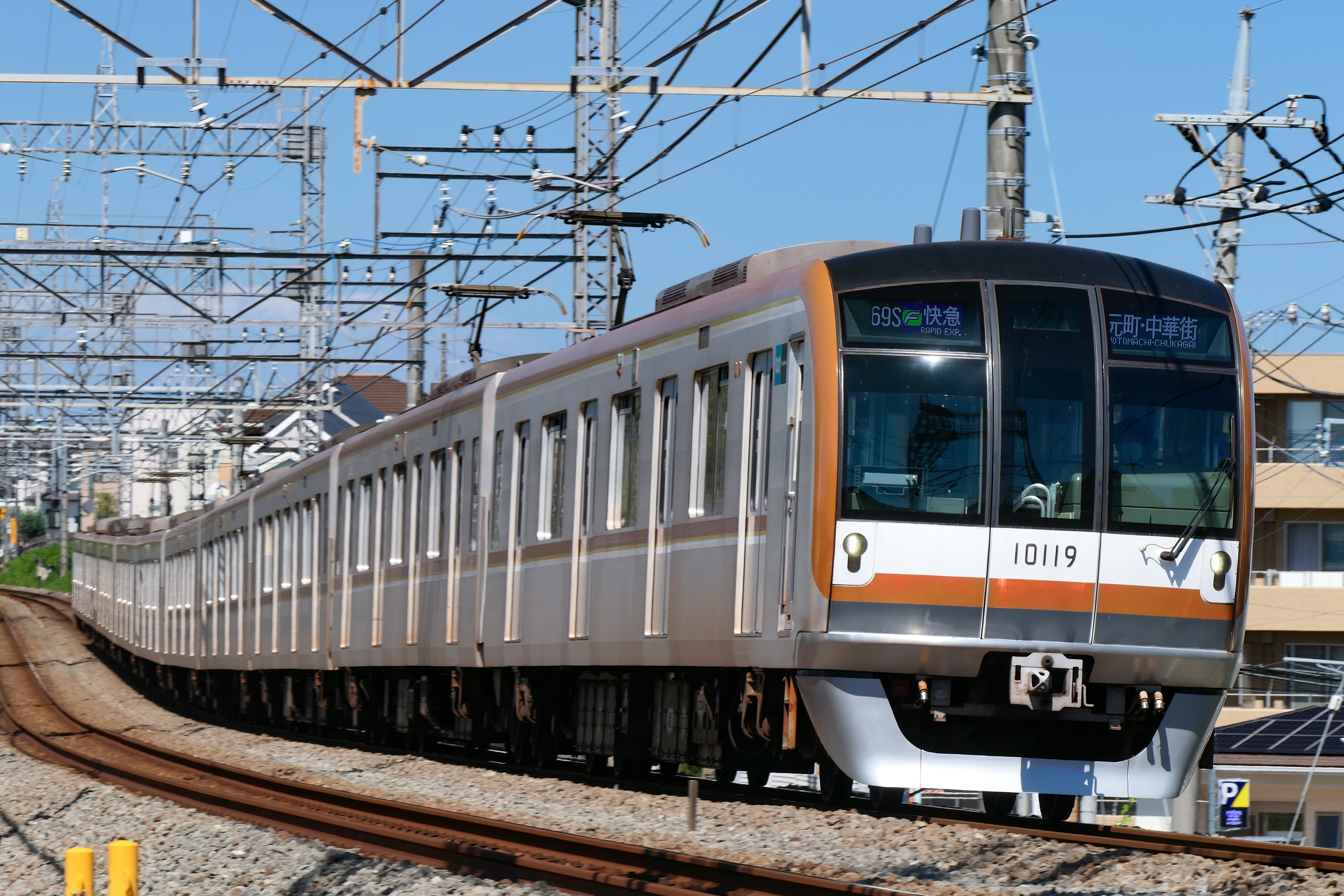
東京地下鉄10000系
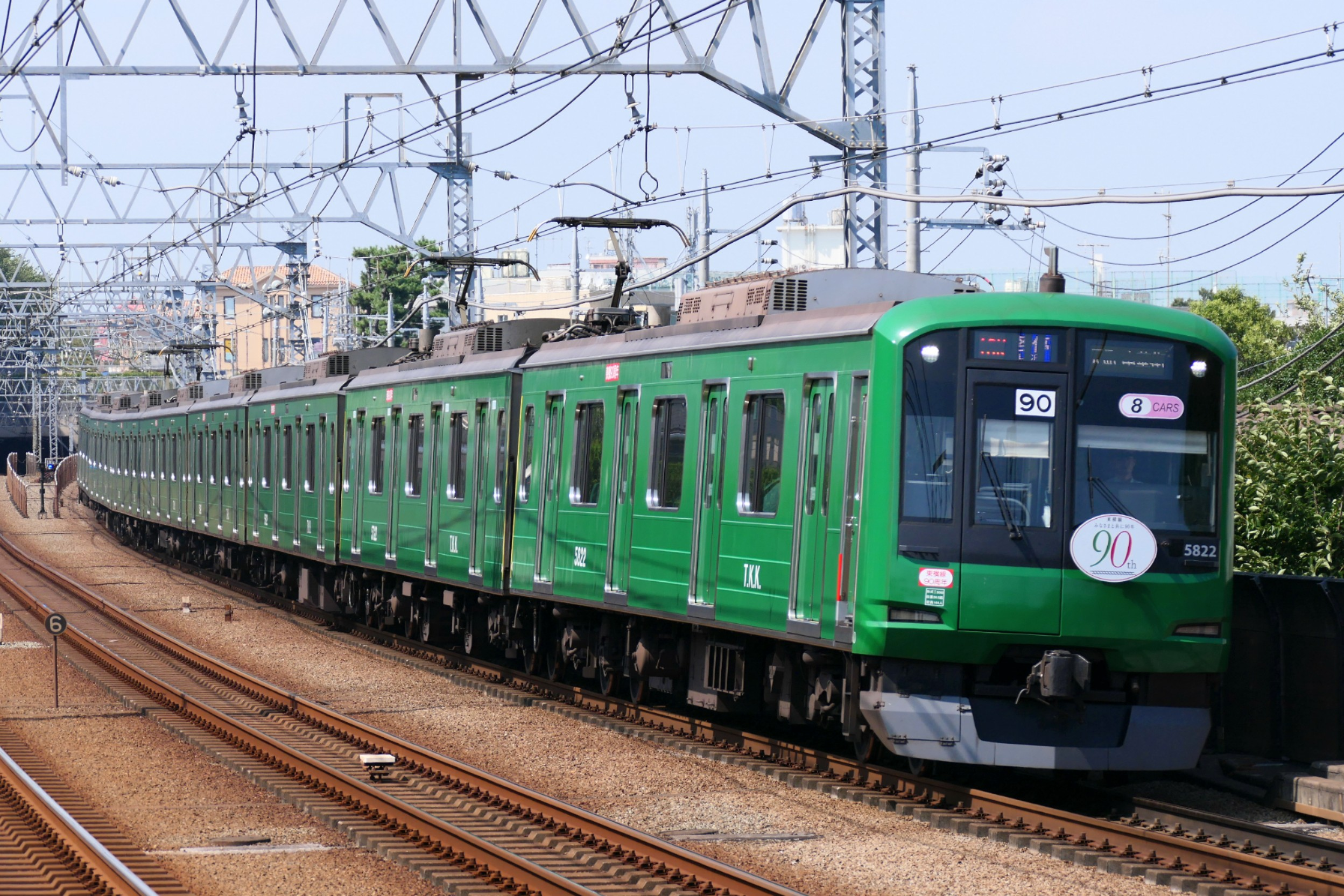
東急5000系
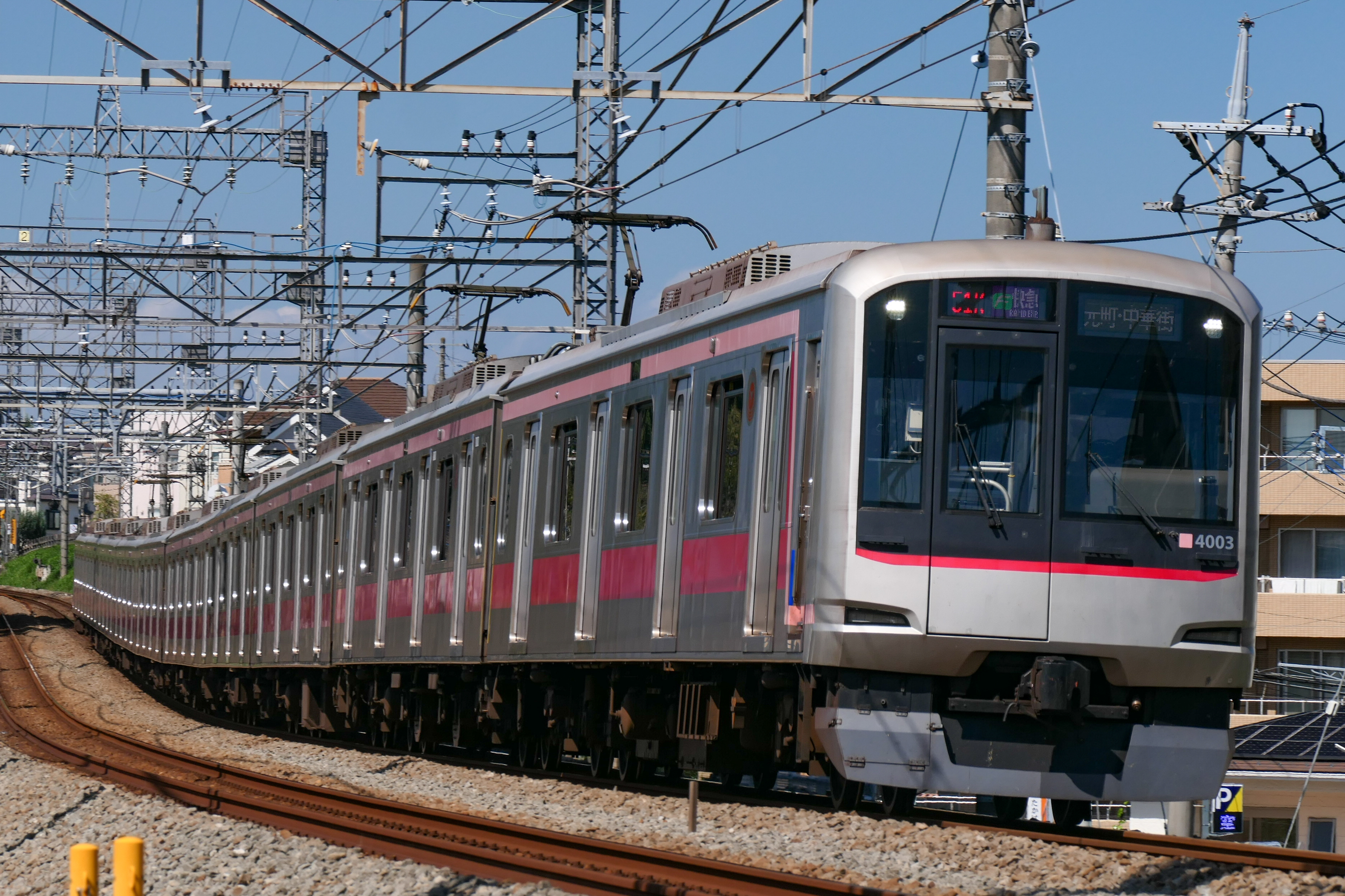
東急5050系4000番台
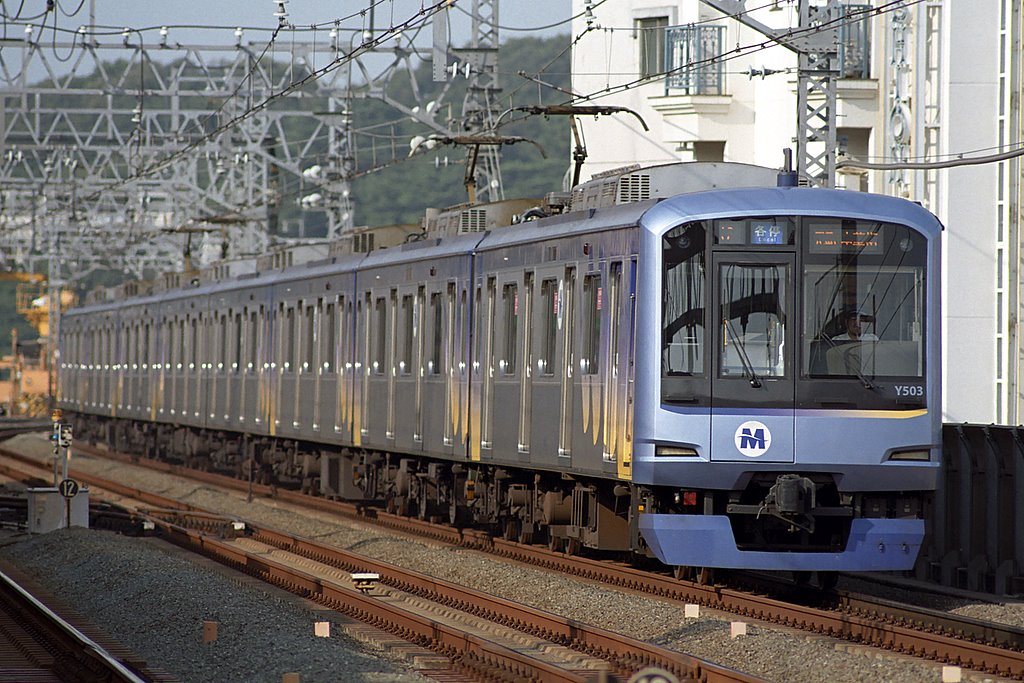
横浜高速鉄道Y500系

#### 過去の乗り入れ車両
東京地下鉄（東京メトロ）
- 07系
  - 副都心線開業時および有楽町線各駅にホームドアが設置されたため、ドアの配置が他の車両と異なることから、2007年10月で有楽町線での運用を終了。現在は東京メトロ東西線に転属。
- 7000系
  - 2022年4月に営業運転終了。

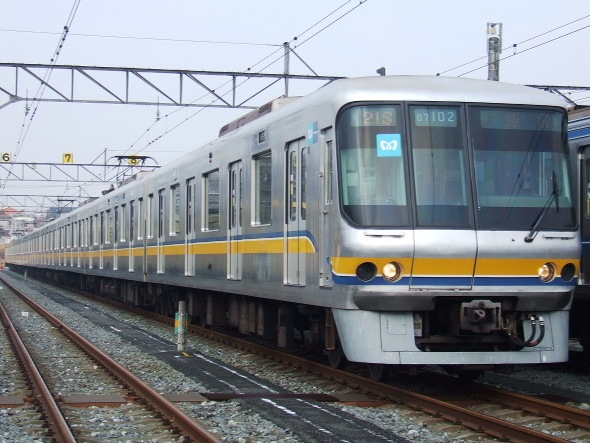
東京地下鉄07系
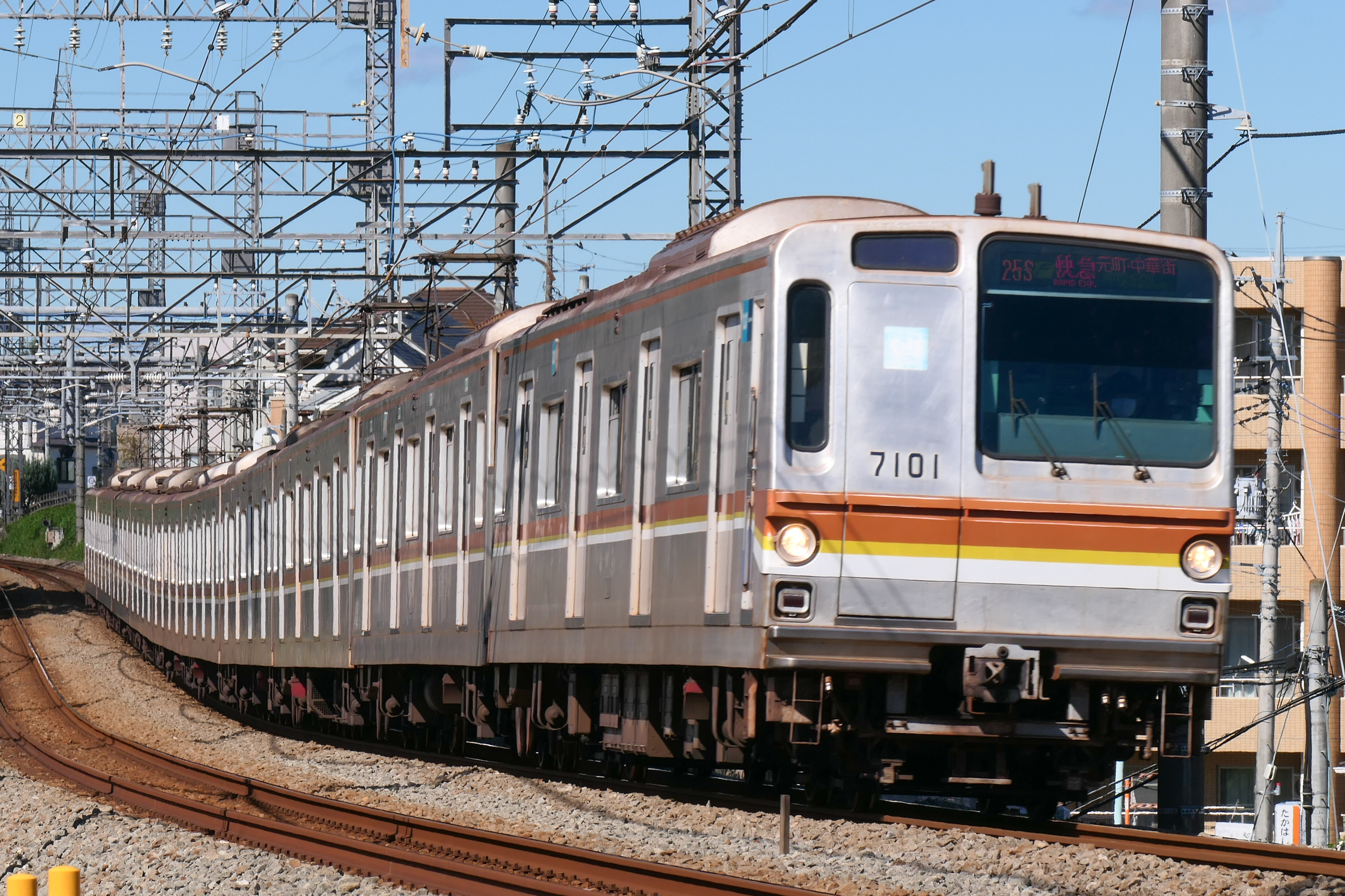
東京地下鉄7000系

## 女性専用車
平日ダイヤにおいて、始発から9時30分まで小竹向原駅に発着する全ての上り列車（有楽町線・副都心線直通列車）の最後部車両1号車が女性専用車となる。下り列車（練馬方面行）ならびに土休日ダイヤでは実施されない。女性客以外にも、小学6年生までの児童とその保護者、及び身体障害者とその付き添いの者についても女性専用車への乗車が認められている。ダイヤ乱れなどの不測の事態が発生すると、女性専用車の実施を中止することがある。実施区間は次の通り。
- 有楽町線直通列車：池袋線飯能駅から新木場駅まで
- 副都心線直通列車：池袋線飯能駅→副都心線（全区間）→東急東横線（全区間）→横浜高速鉄道みなとみらい線元町・中華街駅まで

2013年（平成25年）3月15日までは、7時20分から9時20分まで小竹向原駅に発着する列車が女性専用車となっていたが、その翌日から副都心線が東急東横線・みなとみらい線との相互直通運転開始に伴い、相互直通運転実施事業者間での実施内容統一を図るため同年3月18日から現在の形になった。なお、「S-TRAIN」については女性専用車が設定されない。

## 駅一覧
- 小竹向原駅側から記述。正式な起点は練馬駅[1]。
- 全駅東京都練馬区内に所在。
- 停車駅 … ●: 停車、｜: 通過
- 有料座席指定列車「S-TRAIN」は本路線を経由するが、平日夕方の下りを除き、練馬駅[15]・小竹向原駅は運転停車のみ[16]で、新桜台駅は通過するため、本路線内での乗降はできない。S-TRAINと快速急行以外の種別（準急・快速・急行〈臨時〉・各駅停車）は全て全駅に停車する。
- 駅番号は2013年3月までに順次導入された。[17]
- 小竹向原駅は西武鉄道で唯一の他社管理委託駅で東京メトロ（前身の帝都高速度交通営団含む）による管理駅である。[18]

| 駅番号       | 駅名         | 駅間キロ     | 累計キロ     | 快速急行     | 接続路線                                                                                      |
| ------------ | ------------ | ------------ | ------------ | ------------ | --------------------------------------------------------------------------------------------- |
| 直通運転区間 | 直通運転区間 | 直通運転区間 | 直通運転区間 | 直通運転区間 | 有楽町線 新木場駅まで 副都心線 渋谷駅・ 東急東横線横浜駅経由 みなとみらい線元町・中華街駅まで |
| SI37         | 小竹向原駅   | -            | 0.0          | ●            | 東京地下鉄： 有楽町線 (Y-06)・ 副都心線 (F-06)                                                |
| SI38         | 新桜台駅     | 1.2          | 1.2          | ｜           |                                                                                               |
| SI06         | 練馬駅       | 1.4          | 2.6          | ●            | 西武鉄道： 池袋線・ 豊島線 都営地下鉄： 大江戸線 (E-35)                                       |
| 直通運転区間 | 直通運転区間 | 直通運転区間 | 直通運転区間 | 直通運転区間 | 池袋線 飯能駅まで（土休日のS-TRAINのみ 西武秩父線 西武秩父駅まで）                            |